# Ibrahim Pascha
Ibrahim Pascha, född 1789 i Osmanska Makedonien, död 10 november 1848 i Kairo, var en egyptisk fältherre, son eller adoptivson till Muhammed Ali.
Han fick 1816 av Muhammed Ali befälet i kriget mot saudierna på Arabiska halvön och besegrade dem fullständigt, varefter han belönades med paschalikatet över de heliga orterna. Under det grekiska frihetskriget sändes han 1824 med en stark egyptisk här och flotta till turkarnas hjälp.
Återkommen till Egypten 1828, fortsatte han med mycket energi, understödd av franska officerare, det redan tidigare påbörjade arbetet med de egyptiska stridskrafternas ombildning efter europeiskt mönster. Då Muhammed Ali 1831 angrep Syrien, fick Ibrahim åter överbefälet, stormade S:t Jean d'Acre 1832 och slog samma år turkarna i flera drabbningar och tvang dem i freden (i Kutaia i maj 1833) Syrien och Adana. Som guvernör i Syrien regerade Ibrahim Pascha hårdhänt under ständig kamp med av turkarna underblåsta upprorsförsök. I det nya kriget med sultanen 1839 vann Ibrahim sin mest lysande seger, då han 24 juni vid Nisib fullständigt besegrade den fientliga armén.
Men stormakternas diplomatiska och militära ingripande ryckte segerns frukter ur hans händer, och sedan Muhammed Ali 1840 underkastat sig, måste han utrymma det av en engelsk-österrikisk eskader hårt ansatta Syrien. Ibrahim pascha drog sig nu från statsärendena och ägnade sig åt skötseln av sina gods; 1845-46 företog han en resa till Europa. Då Muhammed Alis själskrafter avtog, övertog Ibrahim regeringen och fick i juli 1848 i Konstantinopel bekräftelse på ståthållarskapet, men dog kort därefter. En av hans söner var Ismail Pascha.